# Carbondale (Kansas)
Carbondale és una població dels Estats Units a l'estat de Kansas. Segons el cens del 2000 tenia 1.478 habitants.

## Demografia
Segons el cens del 2000, Carbondale tenia 1.478 habitants, 581 habitatges, i 393 famílies. La densitat de població era de 781,7 habitants per km².
Dels 581 habitatges en un 41,1% hi vivien nens de menys de 18 anys, en un 50,1% hi vivien parelles casades, en un 13,8% dones solteres, i en un 32,2% no eren unitats familiars. En el 28,2% dels habitatges hi vivien persones soles l'11,5% de les quals corresponia a persones de 65 anys o més que vivien soles. El nombre mitjà de persones vivint en cada habitatge era de 2,54 i el nombre mitjà de persones que vivien en cada família era de 3,16.
Per edats la població es repartia de la següent manera: un 32% tenia menys de 18 anys, un 9,3% entre 18 i 24, un 29,5% entre 25 i 44, un 19,4% de 45 a 60 i un 9,8% 65 anys o més.
L'edat mediana era de 33 anys. Per cada 100 dones de 18 o més anys hi havia 82,7 homes.
La renda mediana per habitatge era de 31.550 $ i la renda mediana per família de 39.226 $. Els homes tenien una renda mediana de 29.226 $ mentre que les dones 21.300 $. La renda per capita de la població era de 14.729 $. Entorn del 9,8% de les famílies i l'11,1% de la població estaven per davall del llindar de pobresa.

## Poblacions més properes
El següent diagrama mostra les poblacions més properes.